# Списак генерала Војске Републике Српске

Војска Републике Српске, скраћено ВРС, била је оружана сила Републике Српске. Основана је под називом Војска Српске Републике Босне и Херцеговине 12. маја 1992. одлуком Народне скупштине Српске Републике Босне и Херцеговине. Постојала је од 12. маја 1992. до 1. јануара 2006, након чега је ушла у састав Оружаних снага Босне и Херцеговине. Војно насљеђе и идентитет Војске Републике Српске његује Трећи пјешадијски (Република Српска) пук. ВРС је активно учествовала у сукобима који су пратили распад Југославије.
Непосредно на почетку рата у Босни и Херцеговини у редовима ВРС било је пет генерала. Још 28 официра добила ово звање током борбених дејстава. Током сукоба један генерал је погинуо, а шест је пензионисано. Одмах по завршетку рата пензионисано је 11 генерала. Генералски чин је официрима ВРС додјељиван до распуштања ВРС 2006. године.

## Списак генерала
| Име и презиме       | Године живота | Чин                 | Година додјеле чина | Реф.   |
| ------------------- | ------------- | ------------------- | ------------------- | ------ |
| Родољуб Анђић       | р. 1947       | генерал-мајор       | 1996                | [ 5 ]  |
| Светозар Андрић     | р. 1954       | генерал-потпуковник | 2001                | [ 6 ]  |
| Владимир Арсић      | р. 1947       | генерал-мајор       | 1995                | [ 7 ]  |
| Рајко Балаћ         | 1941—1994     | генерал-мајор       | 1994                | [ 8 ]  |
| Ђуро Бероња         | р. 1950       | генерал-мајор       | 1999                | [ 9 ]  |
| Јово Блажановић     | 1942—2015     | генерал-мајор       | 1998                | [ 10 ] |
| Грујо Борић         | 1938—2025     | генерал-потпуковник | 1998                | [ 11 ] |
| Стојан Велетић      | 1951—2018     | генерал-мајор       | 2001                | [ 12 ] |
| Мићо Влаисављевић   | р. 1942       | генерал-мајор       | 1994                | [ 13 ] |
| Драган Вуковић      | р. 1965       | бригадни генерал    | 2005                | [ 14 ] |
| Будимир Гаврић      | р. 1944       | генерал-мајор       | 1995                | [ 15 ] |
| Станислав Галић     | р. 1943       | генерал-потпуковник | 1994                | [ 16 ] |
| Милан Гверо         | 1937—2013     | генерал-потпуковник | 1995                | [ 17 ] |
| Бошко Гвозден       | р. 1950       | генерал-мајор       | 2001                | [ 18 ] |
| Радован Грубач      | р. 1948       | генерал-мајор       | 1992                | [ 19 ] |
| Мићо Грубор         | р. 1934       | генерал-мајор       | 1994                | [ 20 ] |
| Никола Делић        | р. 1948       | генерал-потпуковник | 2001                | [ 21 ] |
| Ђорђе Ђукић         | 1934—1996     | генерал-потпуковник | 1995                | [ 22 ] |
| Новак Ђукић         | р. 1955       | генерал-мајор       | 2001                | [ 23 ] |
| Миленко Живановић   | р. 1946       | генерал-потпуковник | 1995                | [ 24 ] |
| Радмило Зељаја      | р. 1957       | генерал-мајор       | 2001                | [ 25 ] |
| Момир Зец           | р. 1948       | генерал-потпуковник | 2001                | [ 26 ] |
| Драган Јосиповић    | р. 1957       | генерал-мајор       | 1996                | [ 27 ] |
| Бошко Келечевић     | р. 1942       | генерал-потпуковник | 1995                | [ 28 ] |
| Драгомир Кесеровић  | р. 1957       | генерал-мајор       | 2001                | [ 29 ] |
| Богдан Ковач        | 1950—2014     | генерал-мајор       | 2001                | [ 30 ] |
| Душан Ковачевић     | р. 1942       | генерал-мајор       | 1993                | [ 31 ] |
| Радислав Крстић     | р. 1948       | генерал-потпуковник | 2001                | [ 32 ] |
| Душан Кукобат       | р. 1951       | генерал-потпуковник | 2001                | [ 33 ] |
| Милорад Кутлешић    | р. 1949       | генерал-мајор       | 1998                | [ 34 ] |
| Драган Лаловић      | р. 1953       | генерал-мајор       | 2002                | [ 35 ] |
| Владо Лиздек        | 1947—2008     | генерал-потпуковник | 2001                | [ 36 ] |
| Славко Лисица       | 1944—2013     | генерал-мајор       | 1993                | [ 37 ] |
| Марко Лугоња        | р. 1951       | генерал-потпуковник | 2001                | [ 38 ] |
| Јован Марић         | 1950—1996     | генерал-мајор       | 1995                | [ 39 ] |
| Драгиша Масал       | 1951—2017     | генерал-потпуковник | 2001                | [ 40 ] |
| Радивоје Милетић    | р. 1947       | генерал-мајор       | 1995                | [ 41 ] |
| Манојло Миловановић | 1943—2019     | генерал-пуковник    | 1998                | [ 42 ] |
| Миладин Милојчић    | р. 1958       | бригадни генерал    | 2004                | [ 43 ] |
| Драгомир Милошевић  | р. 1942       | генерал-мајор       | 1995                | [ 44 ] |
| Перо Млађеновић     | р. 1949       | генерал-мајор       | 2003                | [ 45 ] |
| Ратко Младић        | р. 1942       | генерал-пуковник    | 1994                | [ 46 ] |
| Живомир Нинковић    | р. 1950       | генерал-потпуковник | 1996                | [ 47 ] |
| Божо Новак          | р. 1948       | генерал-мајор       | 1994                | [ 48 ] |
| Стаменко Новаковић  | р. 1958       | генерал-мајор       | 2003                | [ 49 ] |
| Љубомир Обрадовић   | р. 1950       | генерал-мајор       | 2001                | [ 50 ] |
| Спасоје Орашанин    | 1951—2023     | генерал-мајор       | 1997                | [ 51 ] |
| Радослав Панџић     | р. 1944       | генерал-мајор       | 1998                | [ 52 ] |
| Винко Пандуревић    | р. 1959       | генерал-потпуковник | 2001                | [ 53 ] |
| Новак Паприца       | р. 1954       | генерал-мајор       | 2003                | [ 54 ] |
| Миладин Прстојевић  | 1942—2021     | генерал-мајор       | 1996                | [ 55 ] |
| Момчило Прстојевић  | р. 1949       | генерал-мајор       | 2002                | [ 56 ] |
| Цвјетко Савић       | 1951—2016     | генерал-потпуковник | 2003                | [ 57 ] |
| Миломир Савчић      | р. 1959       | генерал-потпуковник | 2001                | [ 58 ] |
| Миливоје Самарџић   | р. 1949       | генерал-потпуковник | 2002                | [ 59 ] |
| Новица Симић        | 1948—2012     | генерал-пуковник    | 2001                | [ 60 ] |
| Милутин Скочајић    | 1936—2004     | генерал-мајор       | 1995                | [ 61 ] |
| Чедо Сладоје        | р. 1948       | генерал-потпуковник | 2001                | [ 62 ] |
| Богдан Сладојевић   | 1946—2014     | генерал-потпуковник | 2002                | [ 63 ] |
| Саво Сокановић      | р. 1951       | генерал-потпуковник | 2001                | [ 64 ] |
| Владо Спремо        | 1934—2005     | генерал-мајор       | 1993                | [ 65 ] |
| Вељко Стојановић    | р. 1953       | генерал-мајор       | 2001                | [ 66 ] |
| Богдан Суботић      | 1941—2022     | генерал-мајор       | 1993                | [ 67 ] |
| Момир Талић         | 1942—2003     | генерал-пуковник    | 1999                | [ 68 ] |
| Мирко Тепшић        | р. 1961       | бригадни генерал    | 2004                | [ 69 ] |
| Здравко Толимир     | 1948—2016     | генерал-мајор       | 1995                | [ 70 ] |
| Радивоје Томанић    | 1949—2011     | генерал-потпуковник | 2001                | [ 71 ] |
| Стеван Томић        | 1946—2019     | генерал-мајор       | 1994                | [ 72 ] |
| Милан Торбица       | р. 1946       | генерал-потпуковник | 2001                | [ 73 ] |
| Радомир Чавић       | р. 1942       | генерал-мајор       | 1998                | [ 74 ] |
| Перо Чолић          | 1937—2006     | генерал-мајор       | 1996                | [ 75 ] |
| Маринко Шиљеговић   | р. 1956       | генерал-мајор       | 2002                | [ 76 ] |
| Петар Шкрбић        | р. 1946       | генерал-потпуковник | 1999                | [ 77 ] |